# Операция «Лукавац 93»
Операция «Лукавац 93» (босн. и хорв. Operacija Lukavac 93, серб. Операција Лукавац 93, 2 июля 1993 — 19 августа 1993) — военная операция Войска Республики Сербской в районе Трнова летом 1993 года во время Боснийской войны. В результате победы сербских войск был полностью блокирован город Сараево, занято Трново и на некоторое время под контроль сербов перешли горы Белашница и Игман.

## Предыстория

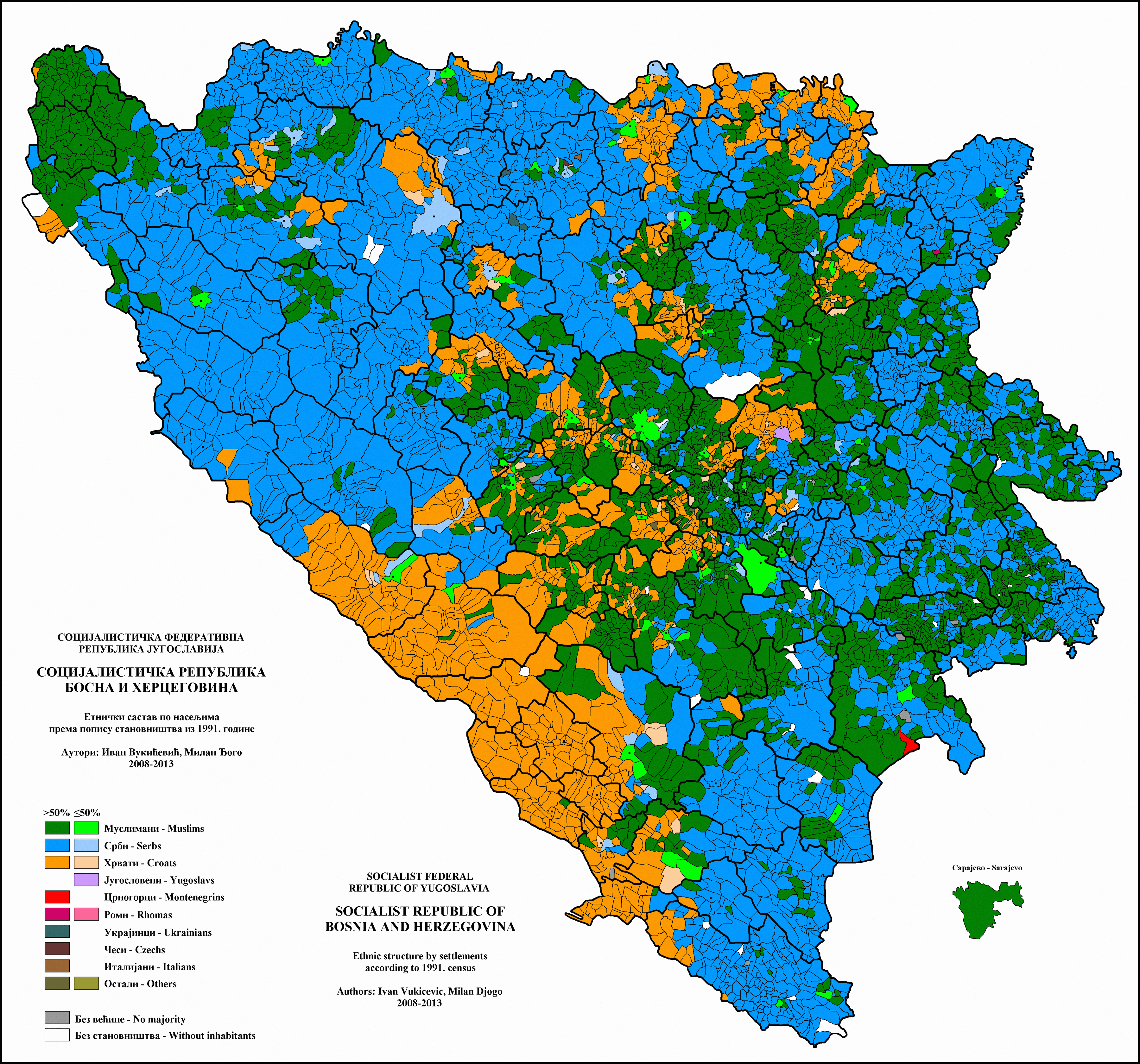
Этническая карта Боснии и Герцеговины согласно переписи населения 1991 года

По последней довоенной переписи населения Боснии и Герцеговины мусульман было 1 905 829 человек (43,7%), сербов — 1 369 258 человек (31,4%), хорватов — 755 892 человека (17,3%). Из 106 общин БиГ мусульмане составляли большинство в 35 общинах, в основном в центральной Боснии, а сербы — в 32 западных и восточных общинах республики. Хорваты составляли большинство на юге БиГ и в некоторых центральных общинах. Около 240 тысяч жителей БиГ самоопределились как «югославы». Большинство из них были сербами или детьми от смешанных браков. В 1991 году 27% заключённых браков были смешанными. По площади занимаемой территории сербы опережали другие боснийские народы. Они представляли абсолютное большинство населения на 53,3% территории БиГ.
18 ноября 1990 года в СР Босния и Герцеговина прошли первые многопартийные выборы. Большинство мест в Скупщине (86) получила мусульманская Партия демократического действия (ПДД), затем следовали Сербская демократическая партия (72) и местное Хорватское демократическое содружество (44). Результаты выборов продемонстрировали четкое разделение по национальному признаку задолго до начала боевых действий.
После выборов было сформировано коалиционное руководство, представлявшее все три национальные партии. Лидер ПДД Алия Изетбегович стал председателем Президиума СРБиГ. Премьер-министром стал хорват Юре Пеливан. Спикером Скупщины стал серб Момчило Краишник. Однако сотрудничества партий в правительстве и парламенте достичь не удалось. Уже на первом заседании Скупщины проявилось разделение депутатов по национальному признаку, а затем начала складываться мусульмано-хорватская коалиция. Она вынесла на обсуждение Декларацию о независимости республики, а Сербская демократическая партия в ответ начала объединять общины с большинством сербского населения.
12 октября 1991 года парламент Боснии и Герцеговины без ведома сербских депутатов принял «Меморандум о суверенитете Боснии и Герцеговины» простым большинством голосов. Сербы и хорваты в БиГ определялись как национальные меньшинства. Это дало импульс автономизации сербских областей. Была созвана Скупщина боснийских сербов и проведён плебисцит, на котором 9 ноября сербы высказались за объединение с Сербской Краиной, Сербией и Черногорией, то есть за создание обновлённого югославского государства. Руководство Боснии назвало сербский плебисцит незаконным и настаивало на независимой и унитарной стране. Однако тогда же о создании своего государственного образования — Герцег-Босны высказались боснийские хорваты, что углубило процесс территориального размежевания в республике.
9 января 1992 года Скупщина боснийских сербов провозгласила создание Республики Сербской Боснии и Герцеговины как федеративной единицы СФРЮ. 24 марта сербы сформировали правительство, парламент и президиум. 27 марта была принята Конституция Республики Сербской. Тогда же ими было выдвинуто предложение реформировать Боснию и Герцеговину в конфедеративную республику трёх равноправных народов.
25 января 1992 года Скупщина СРБиГ приняла решение провести референдум о суверенитете и независимости республики. Сербская фракция в Скупщине в знак протеста покинула зал заседаний. Референдум прошёл 1 марта 1992 года, на нём проголосовало 63,4% избирателей (2 073 932 человека), из них 62,68% проголосовали за независимость. В тот же день властями БиГ был провозглашён суверенитет, в ЕС была отправлена просьба о признании независимой Республики Босния и Герцеговина.
Весной 1992 года в Боснии и Герцеговине развернулись полномасштабные боевые действия, охватившие практически всю республику. В Восточной Боснии силам боснийских сербов удалось установить блокаду Сараева и практически полностью установить контроль над Подриньем. Однако за боснийскими мусульманами оставались позиции в Горажде и Трново. Бои в этом районе активизировались в июне 1993 года, когда подразделения 6-го корпуса боснийских мусульман атаковали позиции Герцеговинского корпуса Войска Республики Сербской (ВРС) к западу от Горажде. Целью мусульманского командования было расширение коридора Горажде—Ябука—Трново, именуемого «дорогой Аллаха». 9 июня 81-я горная бригада мусульман из состава Оперативной группы «Игман» захватила у 18-й легкопехотной бригады ВРС село Добро-Поле, южнее перевала Рогой. Сербам не удалось отбить село и бои сместились восточнее, в район села Ябука. Однако здесь линия фронта не претерпела изменений. Попытки мусульман расширить коридор к Горажде вынудили сербов провести наступление на Трново.

## Силы сторон

### Сербы

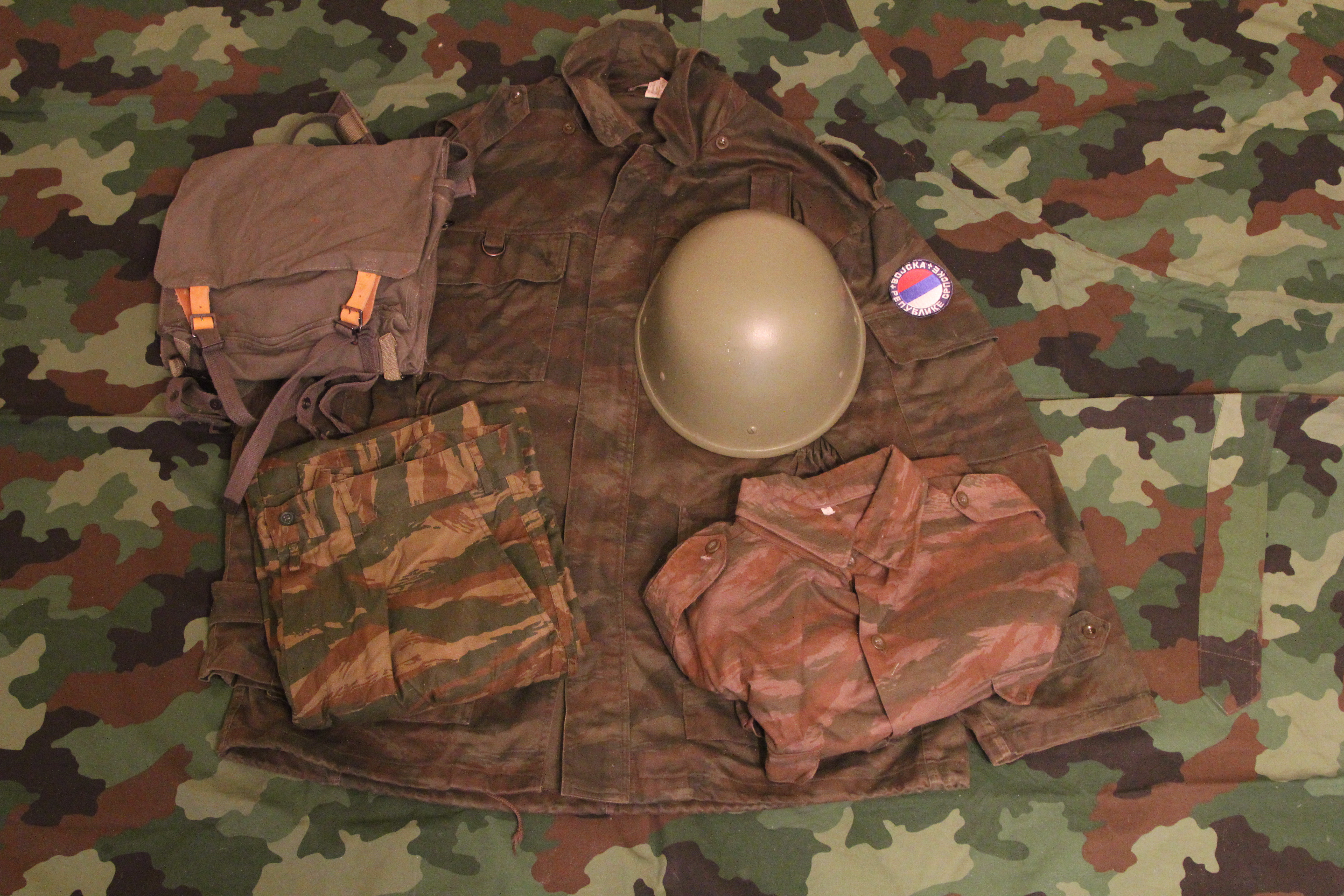
Комплект снаряжения бойца ВРС

Отряды боснийских сербов первоначально строились на основе подразделений республиканской Территориальной обороны. В населённых пунктах, где большинство составляли сербы, Сербская демократическая партия взяла ТО под контроль, создавая так называемые «Кризисные штабы». После вывода Югославской народной армии (ЮНА) из Боснии часть её вооружения была передана Республике Сербской. В рядах созданного тогда же Войска Республики Сербской оставались служить те солдаты ЮНА, которые были призваны из Боснии и Герцеговины и были сербами по национальности.
Разработанная Главным штабом ВРС наступательная операция получила название «Лукавац 93». По плану, в ней предполагалось задействовать ряд подразделений из Сараевско-Романийского и Герцеговинского корпусов: 1-ю Сараевская механизированную, 2-я Сараевская легкопехотную, 1-ю Илиджанскую пехотную, 1-я Игманскую пехотную, 11-ю и 18-ю Герцеговинские легкопехотные бригады. Уже во время операции к операции были привлечены 65-й охранный моторизованный полк и 1-я гвардейская моторизованная бригада. Общая численность сербских войск, задействованных в операции, составила 10 000 бойцов.
Согласно заявлению прокурора Гаагского трибунала по бывшей Югославии, сделанного во время процесса над генералом Ратко Младичем, действительной целью операции «Лукавац 93» была полная блокада Сараева.

### Боснийские мусульмане
С началом боевых действий силы боснийских мусульман создавались на основе отрядов «Патриотической лиги», подконтрольными им формированиями Территориальной обороны и теми силами республиканского МВД, которые состояли из мусульман и хорватов. Летом 1992 года они были преобразованы в корпуса, дивизии и бригады. Коридор на Горажде, позиции у Трнова и горы Игман защищали подразделения Оперативной группы «Игман»: 4-я моторизованная, 8-я, 9-я, 81-я и 82-я горные бригады. Их общая численность составляла 8500 бойцов. Также около 1500 мусульманских солдат из 43-й и 49-й горных бригад держали позиции западнее Калиновика. Все они входили в состав 6-го корпуса.

## Ход операции
Операция «Лукавац 93» началась 2 июля 1993 года, когда подразделения сербской ТГ «Калиновик», состоявшей из бойцов Герцеговинского корпуса и 1-й гвардейской моторизованной бригады, начали наступление на перевал Рогой. На левом фланге атакующих была расположена 18-я Герцеговинская легкопехотная бригада, на правом — части ТГ «Фоча» под руководством полковника Марко Ковача. Одновременно с этим на северном направлении начали атаки подразделения Сараевско-Романийского корпуса ВРС. За ходом операции следил генерал Ратко Младич, который периодически облетал район боев на вертолете «Газель».
Сербское наступление встретило ожесточенный отпор мусульманских формирований. Спустя восемь дней боев бойцам 1-й гвардейской моторизованной бригады удалось занять перевал Рогой и Трново, нанеся тяжелые потери 81-й горной бригаде мусульман. Таким образом, сербы установили прочную связь между своими территориями в Герцеговине и Подринье. Затем они развернули наступление на запад. Аналогичный маневр осуществили наступавшие с севера батальон 65-го охранного моторизованного полка и подразделения 2-й Сараевской легкопехотной бригады, под натиском которых начала отступать 8-я горная бригада мусульман. Одновременно с этим бойцы сербской 1-й Игманской пехотной бригады провели ряд вспомогательных атак на северо-западный склон горы Игман.
К 20 июля сербам удалось продвинуться еще на 10 километров вглубь неприятельской территории, подойдя непосредственно к горам Игман и Белашница. После этого сербское командование решило дать передышку своим подразделениям.
Параллельно с этим в восточной части коридора на Горажде спустя два дня после взятия Трнова батальон 65-го охранного полка и 11-я Герцеговинская бригада начали наступление на Ябуку, соответственно, с севера и юга. После непродолжительного боя данное село было взято сербами и они развернули наступление на восток, таким образом, изолируя мусульманские части в Горажде. В результате, новая линия фронта пролегла по реке Ошаница. В результате всего этого сербы достигли основных целей операции.
Ликвидировав коридор на Горажде, сербские силы приблизились к горам Игман и Белашница. Военным командованием боснийских сербов было принято решение взять горы под свой контроль. 31 июля подразделения 65-го охранного полка и 1-й гвардейской моторизованной бригады неожиданно начали наступление на позиции 81-й и 82-й горных бригад АРБиХ на Игмане и Белашнице. Атаку поддержали вертолеты «Газель». В результате боя вершина Белашницы перешла под контроль сербов. Параллельно встречное движение начала 1-я Игманская бригада ВРС, атаковавшая позиции противника на Игмане. За четыре дня боев ВРС овладело районами Велико-Поле и Мало-Поле, а также комплексом спортивных трамплинов, благодаря чему Сараево оказалось в полном окружении сербских войск.
Для ликвидации полной блокады города 1-й корпус АРБиХ выделил сводную бригаду, которая прошла по туннелю под сараевским аэропортом на восточный склон Игмана. Также 3-й корпус армии боснийских мусульман выделил на западный склон горы 7-ю Мусульманскую и 17-ю Краинскую горные бригады. В это время от президента Республики Сербской Радована Караджича, находившегося на переговорах в Женеве, ряд западных дипломатов начал требовать вывода сербских войск с Игмана. В случае отказа заявлялось о возможности начала бомбардировок со стороны НАТО. 5 августа Караджич согласился на вывод войск, их заменили французские миротворцы.